# Tempel van Luna
De Tempel van Luna (Latijn:Aedes Lunae) was een antieke tempel, gebouwd op de Aventijn in het oude Rome.
De tempel stond waarschijnlijk in de noordwestelijke hoek van de Aventijn, in de buurt van de Porta Trigemina. De tempel was gewijd aan Luna, de Romeinse godin van de maan.
De Tempel van Luna was volgens de overlevering gebouwd door de Romeinse koning Servius Tullius. De oudste vermelding stamt echter uit 182 v.Chr. toen tijdens een hevige storm een van de tempeldeuren werd losgetrokken en deze naar de achtermuur van de Tempel van Ceres waaide. Na de vernietiging van Korinthe in 146 v.Chr. liet Lucius Mummius een aantal geroofde schatten uit deze stad in de Tempel van Luna plaatsen. De tempel werd door de bliksem getroffen na de dood van Cinna in 84 v.Chr., wat als een goddelijk teken werd beschouwd. Bij de grote brand van Rome in 64 n.Chr. werd de Tempel van Luna verwoest. Het is niet bekend of hij weer is gerestaureerd, want er zijn na dit jaar geen vermeldingen meer bekend in de antieke bronnen.

## Antieke bronnen
1. ↑  Livius, XL.2.2
2. ↑  Vitruvius V.5.8
3. ↑  Appianos BC I.78

## Referentie
- S. Platner, A topographical dictionary of ancient Rome, London 1929. Art. Aedes Lunae